# Luigi Malabrocca

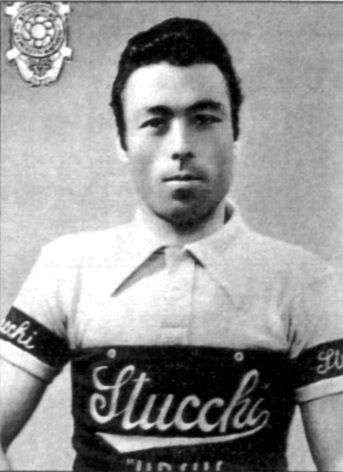
Luigi Malabrocca

Luigi Malabrocca (* 22. Juni 1920 in Tortona; † 1. Oktober 2006 in Garlasco) war ein italienischer Radrennfahrer und nationaler Meister im Radsport.

## Sportliche Laufbahn
Als Amateur startete Malabrocca für den Radsportverein UCA Cantore Milano. Luigi Malabrocca, wegen seines leicht asiatischen Aussehens „Il Cinese di Garlasco“ genannt, wurde bekannt dadurch, dass er zweimal das Schwarze Trikot für den Letztplatzierten beim Giro d’Italia „errang“. Legendär ist der „Zweikampf“ mit seinem Landsmann Sante Carollo beim Giro d’Italia 1949. Malabrocca war ein starker Rennfahrer, der jedoch als Wasserträger wenig Aussicht auf eine gute Platzierung hatte und sich wegen der Prämien, die mit dem Gewinn des Trikots verbunden waren, bemühte, der Letzte zu sein. Carollo hingegen war eigentlich gelernter Maurer und ein kurzfristig eingesetzter Ersatzmann, der schon nach der ersten Etappe eine Stunde Rückstand auf den Ersten in der Gesamtwertung hatte. Malabrocca versuchte, möglichst viel Zeit dadurch zu verlieren, dass er sich in Bars, Scheunen oder hinter Hecken versteckte. Bei seiner Ankunft in Monza war die Jury jedoch schon nach Hause gegangen und hatte ihn mit derselben Zeit wie das Hauptpeloton gewertet, so dass Carollo das Schwarze Trikot behielt. 1952 schaffte es Malabrocca, die 40 Kilometer zwischen Novara und Mailand in drei Stunden und 15 Minuten zurückzulegen. Daraufhin wurde das „Schwarze Trikot“ umgehend abgeschafft. Malabrocca genießt als zweifacher Träger des „Schwarzen Trikots“ bis heute Kultstatus in Italien, und es ranken sich viele Anekdoten um die Art und Weise, wie er versuchte, während des Giro Zeit zu vergeuden.
Malabrocca, der ein guter Freund von Fausto Coppi und dessen Wasserträger war, konnte jedoch auch Erfolge vorweisen: So gewann er 1946 die Coppa Carena, 1947 das Rennen Paris–Nantes und 1948 die Coppa Agostoni. Ab 1950 fuhr er zudem erfolgreich Querfeldeinrennen und wurde 1951 und 1953 in dieser Disziplin Italienischer Meister. In seiner Karriere als Berufsfahrer, die von 1946 bis 1954 andauerte, errang er vier Siege.

## Berufliches
Nach Beendigung seiner Radsportkarriere eröffnete Luigi Malabrocca ein Fahrradgeschäft, arbeitete als Fischer und eröffnete ein Restaurant.

## Persönliches
In den 1970er Jahren verlor er durch eine Krebsoperation seine Stimme. Gegen Ende seines Lebens lebte er in einer Hütte in den Bergen. Nach seinem Tod brannte im Januar 2007 sein Haus mit all seinen Erinnerungsstücken nieder.

## Trivia
2006 wurde in seiner Heimatstadt Garlasco erstmals das „Memorial Luigi Malabrocca“ für Mountainbiker ausgetragen, als Teil des „Zanza Cups“. Im selben Jahr wurde in Italien das Ein-Personen-Theaterstück „La Maglia Nera“ von und mit Matteo Caccia uraufgeführt, das das Leben von Malabrocca sowie dessen Rivalität mit Carollo thematisiert. 2018 bot der italienische Radbekleidungs-Produzent Santini eine ganze Kollektion rund um das schwarze Trikot an, die Malabrocca gewidmet ist.